# Lars-Eric Uneståhl

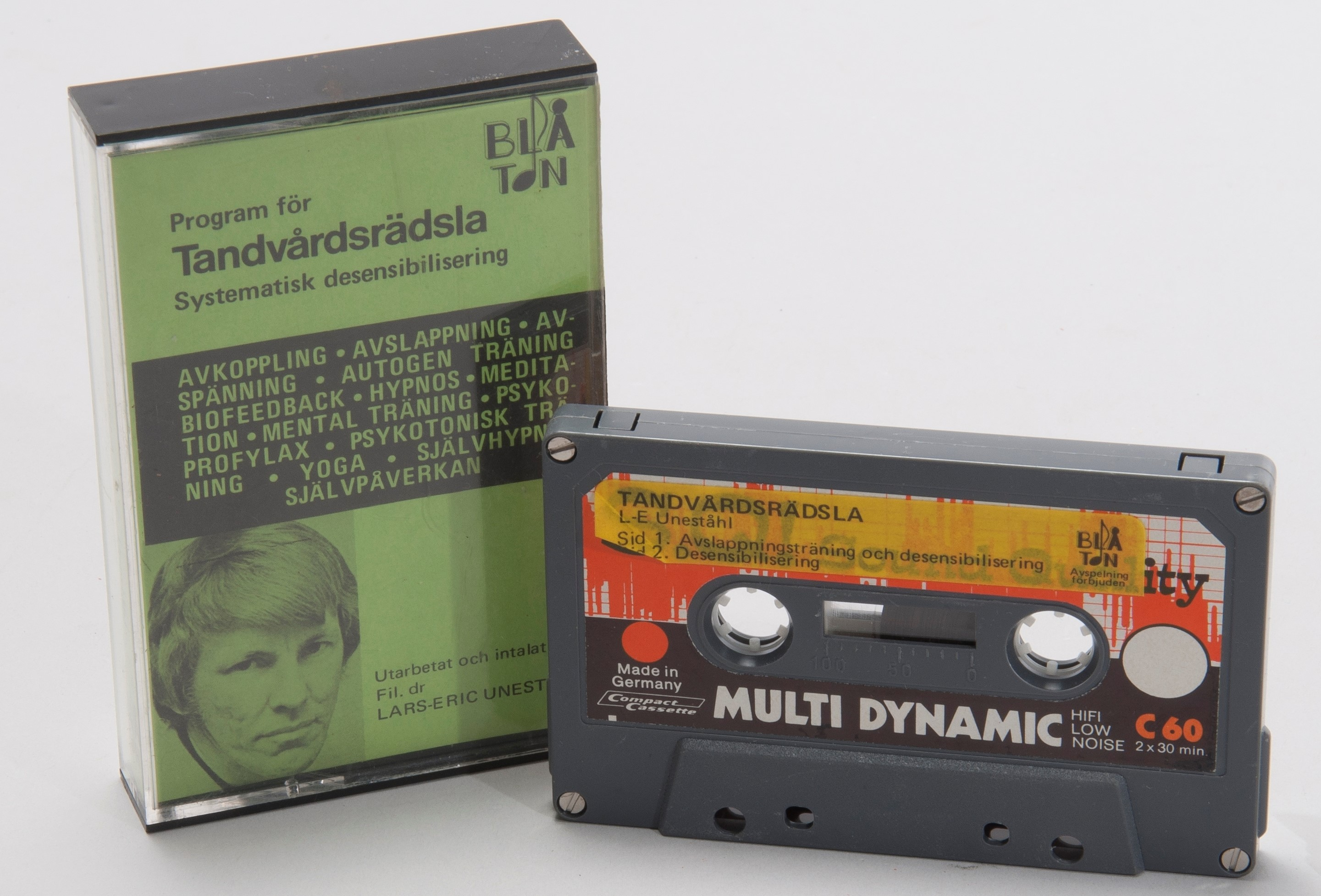
Ett kassettband med program för tandvårdsrädsla, av Lars-Erik Uneståhl.

Lars-Eric Veje Uneståhl, född 26 november 1938, är en svensk psykolog, pedagog, mental tränare,  forskare och författare.Han är känd för sitt arbete inom mental träning, idrottspsykologi och hypnos. 

## Biografi
Uneståhl föddes i Karlstad 1938 men växte upp bland annat i  Urshult, Målilla och Björkvik på grund av faderns arbete som pastor i olika församlingar. Som ung var han aktiv idrottare inom fotboll, bandy och friidrott. Uneståhl studerade vid Uppsala universitet och blev filosofie doktor i psykologi 1974 på avhandlingen Hypnosis and posthypnotic suggestions.

## Psykolog
Efter en filosofie kandidatexamen  med psykologi, pedagogik, teologi och filosofi blev psykologin den huvudsakliga inriktningen, vilket ledde fram till licenciatavhandling och legitimation som klinisk psykolog 1967.  
Under åren fram till doktorsavhandlingen 1974 arbetade Uneståhl som psykolog på bland annat Eknäs ungdomsvårdsskola i Enköping och på Psykiatriska kliniken samt Anstalten i Norrköping. Han var också under ett år anställd av Statskontoret och Socialstyrelsen för att medverka i en statlig utredning om nya behandlingsmetoder för ungdomsvårdsskolorna.
Uneståhls verksamhet som psykolog kom på 70-talet att alltmer inrikta sig på området Idrottspsykologi och vid Olympiaden i Moskva 1980 valdes han in i styrelsen för det internationella idrottspsykologiförbundet ISSP.  Där fick han bl.a, uppdraget att tillsammans med tränare och aktiva gymnaster med OS guld skriva en bok om Mental Träning för gymnastiken. Ett annat uppdrag var att arrangera 1985 års Världskongress i Idrottspsykologi i Köpenhamn.
1975 blev Uneståhl chef för Avdelningen för klinisk och experimentell hypnos vid Uppsala universitet och var en av grundarna till Svensk förening för hypnos. Han arrangerade också 1973 den första europeiska Världskongressen i Hypnos och Psykosomatisk Medicin i Uppsala.
Under 1970 och 1980-talen kom Uneståhl att, tillsammans med tandläkare P-O Wikström, utbilda läkare, tandläkare och psykologer i Klinisk Hypnos och Mental Träning, bland annat på uppdrag av Praktikertjänst.
Under 1970-talet utvecklade han en metod för mental träning för idrottare. Verksamheten resulterade under 80-talet i kursen Idrottspsykologi och mental träning vid Högskolan i Örebro där Uneståhl var verksam. År 1987 började han ge kursen som distanskurs genom att ge föreläsningar på videokassetter som lånades ut till studenterna.
Inom Högskolan i Örebro väcktes dock kritik mot utbildningen. Vid en utredning genomförd av högskolan 1989 och ledd av professorn i vetenskapsteori Aant Elzinga kritiserades Uneståhls utbildning för dålig kunskapskontroll och för undermålig vetenskaplighet. Elzingas rapport gavs senare (1990) ut av institutionen för vetenskapsteori vid Göteborgs universitet.
Utredningen ledde till att högskolan lade ner utbildningen, och att Uneståhl lämnade högskolan vid årsskiftet 1989/90 för att i fortsättningen bedriva verksamheten i privat regi. Uneståhl startade senare företaget Skandinaviska Ledarhögskolan (sedermera Uneståhl Education) för att ge kurser i bland annat mental träning.
Uneståhls insatser har fått positiva omnämnanden i vissa idrottssammanhang, till exempel golfstjärnan Anders Forsbrand (1991) samt efter EM-guldet 2015 för U21-laget i fotboll. Hans metod har dock fortsatt att kritiserats för bristande vetenskaplighet och evidens från flera håll. Bland kritikerna finns Svenska fotbollsförbundet som vid två tillfällen underkänt metodens vetenskaplighet, och avrått från inköp av Uneståhls utbildningsmaterial.
Uneståhl driver även företagen Scandinavian International University AB och WCE Congress AB.

### Familj
Lars-Eric Uneståhl har varit gift med Elene Uneståhl och har ett barn med henne och sex barn sedan tidigare.